# Bruce Manson
Bruce Manson (* 20. März 1956 in Los Angeles, Kalifornien) ist ein ehemaliger US-amerikanischer Tennisspieler.

## Leben
Bruce Manson wuchs in North Hollywood, einem Stadtteil von Los Angeles, auf und besuchte die Ulysses S. Grant High School.

### Karriere
Zwischen 1973 und 1975 gewann Bruce Manson dreimal in Folge im Einzel die Tennis-Stadtmeisterschaften von Los Angeles. Außerdem gewann er den Juniorentitel von Südkalifornien und war Mitglied des Junioren-Davis-Cup-Teams der Vereinigten Staaten.
Mit einem Tennisstipendium studierte Manson an der University of Southern California. Als Mitglied der USC Trojans spielte er College Tennis. Dort stand er 1976 und 1977 im Halbfinale der NCAA Division I Tennis Championships und zwischen 1975 und 1977 drei Jahre nacheinander im Doppelfinale, wobei er 1975 an der Seite von Butch Walts und 1977 gemeinsam mit Chris Lewis jeweils den Titel gewann. Er wurde außerdem zwischen 1975 und 1977 als All-American ausgezeichnet. 1975 trat Manson für die Vereinigten Staaten bei den Panamerikanischen Spielen an und gewann mit Butch Walts den Doppeltitel, im Einzel schied er im Viertelfinale aus.
Im Jahr 1976 stand Manson gemeinsam mit Butch Walts im Finale von Boca Raton, welches sie gegen ihre Landsmänner Vitas Gerulaitis und Clark Graebner verloren. Er trat zwar bereits vorher bei ATP-Turnieren in seinem Heimatland und vereinzelt im Ausland an, spielte aber erst ab 1977 als Profi auf der ATP Tour. Während seiner Karriere feierte er vor allem Erfolge im Doppel, während er im Einzel trotz Weltranglistenplatz 39 im Jahr 1982 keinen Titel gewann.
Im August 1978 stand er mit Rick Fisher im Doppelfinale von Cleveland, welches sie gegen Dick Stockton und Erik van Dillen verloren. Im Oktober 1978 verlor er das Einzelfinale des San Ramon Challengers gegen Tim Wilkison und gemeinsam mit Andrew Pattison das Doppelfinale in Basel, bevor er kurze Zeit später mit Pattison seinen ersten Doppeltitel auf der ATP Tour holte, als sie das Finale von Paris gegen Ion Țiriac und Guillermo Vilas für sich entscheiden konnten. Bis 1982 folgten weitere 13 Finalteilnahmen im Doppel, wovon er sich mit unterschiedlichen Partnern acht Titel sicherte. Besonders erfolgreich war er hierbei mit Brian Teacher als Doppelpartner. In diesem Zeitraum erreichte Manson im März 1980 zudem in Dayton zum ersten und einzigen Mal in seiner Karriere ein Einzelfinale auf der ATP Tour, in welchem er Wojciech Fibak unterlag. Sein größter Einzelerfolg wurde das Erreichen des Viertelfinals 1981 bei den US Open, während er im Doppel 1980 im Halbfinale der French Open stand, was dort sein bestes Abschneiden darstellte. Platz 17 im Januar 1981 wurde die höchste Doppelnotierung Mansons.
Nach 1982 erreichte Manson weder im Einzel noch im Doppel Fiunalrunden auf der ATP Tour. 1983 war sein größter Erfolg die Halbfinalteilnahme in der Doppelkonkurrenz von Los Angeles. Im Folgejahr siegte er bei zwei Turnieren der Challenger Tour im Doppel und bei einem Challenger im Einzel. 1985 folgte ein letzter Challenger-Titel in Jerusalem an der Seite von Amos Mansdorf. Im selben Jahr beendete Manson seine aktive Tenniskarriere.
Im Jahr 1993 wurde er in die Southern California Jewish Sports Hall of Fame aufgenommen.

### Nach Karriereende
Im Jahr 1987 erlangte Manson den Master of Business Administration an der Wharton School of Business in Philadelphia. Im Anschluss arbeitete er im Bankwesen unter anderem in Boston, London und New York City.

## Erfolge
| Legende                       |
| Grand Slam                    |
| Tennis Masters Cup            |
| ATP Masters Series (4)        |
| ATP International Series Gold |
| ATP International Series (5)  |
| ATP Challenger Series (4)     |

| ATP-Titel nach Belag |
| Hartplatz (6)        |
| Sand (1)             |
| Rasen                |
| Teppich (2)          |

### Einzel

#### Turniersiege
| Nr. | Datum         | Turnier   | Belag     | Finalgegner    | Ergebnis      |
| --- | ------------- | --------- | --------- | -------------- | ------------- |
| 1.  | 2. April 1984 | Aschkelon | Hartplatz | Shahar Perkiss | 6:7, 6:3, 7:6 |

#### Finalteilnahmen
| Nr. | Datum         | Turnier | Belag   | Finalgegner    | Ergebnis |
| --- | ------------- | ------- | ------- | -------------- | -------- |
| 1.  | 20. März 1980 | Dayton  | Teppich | Wojciech Fibak | 6:7, 3:6 |

### Doppel

#### Turniersiege

##### ATP Tour
| Nr. | Datum             | Turnier     | Belag         | Partner         | Finalgegner                    | Ergebnis      |
| --- | ----------------- | ----------- | ------------- | --------------- | ------------------------------ | ------------- |
| 1.  | 5. November 1978  | Paris (1)   | Hartplatz     | Andrew Pattison | Ion Țiriac Guillermo Vilas     | 7:6, 6:2      |
| 2.  | 1. April 1979     | Dayton      | Teppich (i)   | Cliff Drysdale  | Ross Case Phil Dent            | 6:3, 3:6, 7:6 |
| 3.  | 17. August 1980   | Toronto     | Hartplatz     | Brian Teacher   | Heinz Günthardt Sandy Mayer    | 6:3, 3:6, 6:4 |
| 4.  | 24. August 1980   | Cincinnati  | Hartplatz     | Brian Teacher   | Wojciech Fibak Ivan Lendl      | 6:7, 7:5, 6:4 |
| 5.  | 10. November 1980 | Taipeh      | Teppich       | Brian Teacher   | John Austin Ferdi Taygan       | 6:4, 6:0      |
| 6.  | 16. Februar 1981  | La Quinta   | Hartplatz     | Brian Teacher   | Terry Moor Eliot Teltscher     | 7:6, 6:2      |
| 7.  | 3. August 1981    | Columbus    | Hartplatz     | Brian Teacher   | Anand Amritraj Vijay Amritraj  | 6:1, 6:1      |
| 8.  | 18. Juli 1982     | Zell am See | Sand          | Wojciech Fibak  | Sammy Giammalva Tony Giammalva | 6:7, 6:4, 6:4 |
| 9.  | 31. Oktober 1982  | Paris (2)   | Hartplatz (i) | Brian Gottfried | Jay Lapidus Richard Meyer      | 6:3, 6:7, 6:2 |

##### Challenger Tour
| Nr. | Datum          | Turnier   | Belag     | Partner       | Finalgegner                        | Ergebnis      |
| --- | -------------- | --------- | --------- | ------------- | ---------------------------------- | ------------- |
| 1.  | 5. März 1984   | Wien      | Teppich   | David Pate    | Peter Bastiansen Michael Mortensen | 6:3, 6:4      |
| 2.  | 2. April 1984  | Aschkelon | Hartplatz | Jeff Turpin   | Leo Palin Michiel Schapers         | 6:2, 6:2      |
| 3.  | 15. April 1985 | Jerusalem | Hartplatz | Amos Mansdorf | Tore Meinecke Ricki Osterthun      | 6:7, 6:4, 7:6 |

#### Finalteilnahmen
| Nr. | Datum            | Turnier       | Belag         | Partner         | Finalgegner                     | Ergebnis      |
| --- | ---------------- | ------------- | ------------- | --------------- | ------------------------------- | ------------- |
| 1.  | 8. Februar 1976  | Boca Raton    | Sand          | Butch Walts     | Vitas Gerulaitis Clark Graebner | 2:6, 4:6      |
| 2.  | 14. August 1978  | Cleveland     | Hartplatz     | Rick Fisher     | Dick Stockton Erik van Dillen   | 1:6, 4:6      |
| 3.  | 29. Oktober 1978 | Basel         | Hartplatz (i) | Andrew Pattison | Wojciech Fibak John McEnroe     | 6:7, 5:7      |
| 4.  | 18. Februar 1979 | Rancho Mirage | Hartplatz     | Cliff Drysdale  | Gene Mayer Sandy Mayer          | 4:6, 6:7      |
| 5.  | 3. November 1980 | Hongkong      | Hartplatz     | Brian Teacher   | Peter Fleming Ferdi Taygan      | 5:7, 2:6      |
| 6.  | 24. Mai 1981     | Rom           | Sand          | Tomáš Šmíd      | Hans Gildemeister Andrés Gómez  | 5:7, 2:6      |
| 7.  | 12. April 1982   | Los Angeles   | Hartplatz     | Brian Teacher   | Sherwood Stewart Ferdi Taygan   | 1:6, 7:6, 3:6 |
| 8.  | 5. Dezember 1982 | Chicago       | Teppich (i)   | Mike Cahill     | Anand Amritraj Vijay Amritraj   | 6:3, 2:6, 3:6 |